# Luigi Jacobini
Luigi Jacobini, italijanski rimskokatoliški duhovnik, škof in kardinal, * 6. januar 1832, Genzano, † 28. februar 1887.

## Življenjepis
23. septembra 1854 je prejel duhovniško posvečenje.
20. marca 1874 je bil imenovan za naslovnega nadškofa Tesalonike in 24. marca je prejel škofovsko posvečenje; 27. marca istega leta je postal apostolski nuncij v Avstriji.
19. septembra 1879 je bil povzdignjen v kardinala in imenovan za kardinal-duhovnika S. Maria della Vittoria.
16. decembra 1880 je bil imenovan za državnega tajnika Rimske kurije.